# Ramón Lis
Ramón Lis March (Chirivella, 4 de octubre de 1950 - Valencia, 16 de abril de 2015) fue un futbolista español que jugaba en la demarcación de delantero.

## Biografía
Tras formarse en las filas inferiores del club, en 1971 debutó con el Valencia Mestalla. Jugó en el club durante dos años en segunda división, hasta que en 1973 fichó por el Burgos CF. Posteriormente jugó para el CE Sabadell, y tanto en el club como en el Burgos jugó de nuevo en segunda. Ya en 1975 jugó para el Granada CF en primera división, obteniendo la posición 15 y la 17, descendiendo así de categoría. Tras dos años más en segunda división fichó por la AD Ceuta y el  CD Alcoyano, con el que se hizo con la Tercera División de España en 1982. Tras jugar en el UD Alzira se retiró.
Falleció el 16 de abril de 2015 en Valencia a los 64 años de edad.

## Clubes
| Club              | País   | Año       | Partidos | Goles |
| ----------------- | ------ | --------- | -------- | ----- |
| Valencia Mestalla | España | 1971-1973 | 43       | 9     |
| Burgos CF         | España | 1973-1974 | 21       | 2     |
| CE Sabadell       | España | 1974-1975 | 20       | 11    |
| Granada CF        | España | 1975-1978 | 60       | 8     |
| Real Murcia CF    | España | 1978-1979 | 25       | 6     |
| AD Ceuta          | España | 1979-1980 | 21       | 3     |
| CD Alcoyano       | España | 1980-1982 | 11       | 1     |
| UD Alzira         | España | 1982-1984 | ¿?       | ¿?    |

## Palmarés

### Campeonatos nacionales
| Título                     | Club        | País   | Año  |
| -------------------------- | ----------- | ------ | ---- |
| Tercera División de España | CD Alcoyano | España | 1982 |